# Heinrich Anton de Bary
Heinrich Anton de Bary (n. 26 ianuarie 1831, Free City of Frankfurt⁠(d), Confederația Germană – d. 19 ianuarie 1888, Strasbourg, Imperiul German) a fost un chirurg, botanist și micolog german.
Este considerat ca fiind întemeietorul fitopatologiei și al micologiei moderne.
Studiile sale minuțioase asupra fungilor și asupra algelor au contribuit substanțial la evoluția biologiei.
Pasiunea sa pentru fungi și alge i-a fost insuflată de Georg Fresenius pe care l-a avut ca profesor la Institutul Senckenberg din orașul natal.
Anton de Bary a studiat medicina la Heidelberg, Marburg și Berlin, unde obține definitivatul în 1853 cu dizertația "De plantarum generatione sexuali", din domeniul botanic.
O scurtă perioadă practică medicina la Frankfurt, ca apoi să preia funcția de profesor de botanică la Universitatea din Tübingen, unde este asistentul lui Hugo von Mohl.
La scurt timp, devine titularul catedrei de botanică la Freiburg, fiind succesorul lui Karl Wilhelm von Nägeli.
În 1867 se mută la Universitatea din Halle-Wittenberg și devine succesorul lui Diederich Franz Leonhard von Schlechtendal.
Acesta din urmă, împreună cu Hugo von Mohl, este fondatorul publicației de profil Botanische Zeitung.
La scurt timp, Anton de Bary devine co-editor și apoi editor unic al acestei reviste.
După războiul franco-german, de Bary este numit profesor de botanică la Universitatea din Strasbourg.